# Adam Berg
Adam Berg, genannt Montanus (* 1540 in Nürnberg(?); † 1610 in München) war ein deutscher Buchdrucker und Verleger.

## Leben
Adam Berg (der Ältere) kam 1564 nach München, wo er die bestehende Druckerei Schobser übernahm. Deren früherer Besitzer Hans Schobser hatte 1519 lutherische Schriften publiziert und mit der Wittenberger Reformation sympathisiert, womit er sich im Konflikt mit den bayerischen Herzögen befand. Der katholische Berg wurde Hofdrucker der Herzöge Albrecht V. und Wilhelm V. und gilt als der bedeutendste Drucker der Gegenreformation in Süddeutschland. Er hat fast 500 Titel verlegt, darunter beispielsweise die Werke von Orlando di Lasso. Über die Arbeit als Drucker und Verleger hinaus hat er an einigen Werken auch inhaltlich mitgewirkt (z. B. am Wappenbuch des Heiligen Roemischen Reichs und allgemainer Christenheit in Europa von Martin Schrot). Zudem gilt er als Drucker aller von 1564 bis 1610 erschienenen Mandate und Verordnungen der bayerischen Herzöge, darunter etwa 1578 Der Fürstlichen Bayrischen Landesordnung weitere Erclerung und 1581 eine verneuerte Vischordnung.
Bei seiner Tätigkeit wurde er unterstützt von seiner Frau Anna, die nach seinem Tod 1610 die Geschäfte verantwortlich bis zu ihrem Tod 1629 weiterführte. Anschließend übernahm ihr Sohn Adam Berg der Jüngere die Geschäfte bis zu seinem Ableben 1634, woraufhin dessen Witwe Anna 1635 Melchior Segen aus Köln heiratete, der damit Geschäftsinhaber wurde. Dieser übergab die Druckerei 1655 an seinen Schwiegersohn Johann Wilhelm Schell.
Ein Schwiegersohn Adam Bergs war der aus Ursel stammende Drucker und Konvertit Niclas Hainrich (Nicolaus Henricus). Dieser druckte 1616 ein „Landrecht“ und eine Fischordnung, wie die auff der Thonaw, Ihn, Iser, Salzach und sonst allenthalben in Unsern Fürstenthumben gehalten werden sol.
Einer seiner Setzer und Korrektoren war Georg Widmanstetter, der 1585 von Erzherzog Karl II. als Hofbuchdrucker nach Graz abgeworben wurde.

## Sonstiges
Adam Berg verwendete auch die Namen Adamus Berg, Adam Montanus und Johannes Montanus. 
Nach ihm ist die Adam-Berg-Straße im Münchner Stadtteil Ramersdorf benannt.